# Popp József
Popp József (Bonyhád, 1955. július 25. – ) magyar agrárközgazdász, diplomata, egyetemi tanár, a Magyar Tudományos Akadémia rendes tagja. A közgazdaságtudomány kandidátusa (1988), a közgazdaságtudományok doktora (1998), a Magyar Tudományos Akadémia doktora (2007). A Magyar Tudományos Akadémia Körforgásos Gazdaság Osztályközi Állandó Bizottság és Bolyai János kutatási ösztöndíj 4. sz. Szakértői Kollégium elnöke, valamint a Magyar Tudományos Akadémia Agrártudományok Osztálya elnökhelyettese.

## Életppályája
1979-ben diplomázott agrármérnökként a Keszthelyi Agrártudományi Egyetemen. 1979-ben az Agrárközgazdasági Intézetben helyezkedett el; eleinte tudományos segédmunkatárs, majd tudományos munkatárs volt. 1982-ben a Gödöllői Agrártudományi Egyetemen doktori címet szerzett. 1984-ben a Közgazdaságtudományi Egyetem külgazdasági szakán mérnök-közgazdász diplomát kapott. 1984–1988 között a Humboldt Egyetem Közgazdaságtudományi Kar levelező ösztöndíjasa volt. 1988–1990 között a Hanns-Seidel-Stiftung ösztöndíjasaként a Müncheni Műszaki Egyetemen oktatással és kutatással foglalkozott. 1990–1998 között az USA-ba és Kanadába akkreditált diplomataként dolgozott a washingtoni magyar nagykövetségen. 1998–1999 között a KÜM Integrációs Államtitkárságán az Európai Közösségek Főosztályán közigazgatási főtanácsadóként dolgozott. Ezután az Agrárközgazdasági Intézetbe került, ahol tudományos igazgató és főigazgató-helyettes volt. 2007-ban a Magyar Tudományos Akadémia doktora lett. 2008-ban habilitált a Debreceni Egyetemen. 2009-től a Debreceni Egyetem egyetemi tanára. 2009–2018 között a Debreceni Egyetemen dolgozott egyetemi tanári, dékánhelyettesi, intézetigazgatói és a doktori iskola vezetőjeként. 2018–2021 között a Szent István Egyetem Gazdaság- és Társadalomtudományi Karának dékánja, illetve a Gazdaságtudományi Intézet igazgatója és a doktori iskola vezetője volt. 2019-ben a Magyar Tudományos Akadémia levelező, 2025-ben rendes tagjává választotta. 2021-től a Neumann János Egyetemen a Magyar Nemzeti Bank-Tudásközpont oktatója és kutatója.

## Díjai
- Doctorem Honoris Causa (Pannon Egyetem díszdoktora, 2010)
- Lifetime Achievement Award (Delhi School of Professional Studies and Research; 2011)
- Akadémiai Díj (2011)[3]
- Dr. Kádár Béla-Díj (Debreceni Egyetem, 2013)
- Nívódíj (Gazdálkodás folyóirat, 2016; 2018)
- Zöld Magyarországért Díj (2017)